# Raoul Righi
Raoul Righi (Modena, 11 novembre 1921 – Milano, 19 marzo 2013) è stato un arbitro di calcio italiano.

## Carriera
Nato a Modena, ma cresciuto arbitralmente a Milano, presso la cui Sezione AIA si iscrive nel 1938.
Debutta in serie A nel 1950 in occasione della partita Genoa-Venezia.
Conquista i galloni di arbitro internazionale nel 1960, e ciò gli consente di essere impegnato in tre partite (Ungheria-India 2-1, Francia-India 1-1 e Perù-India 3-1) come guardalinee del torneo valcistico all'Olimpiade di Roma 1960.
Nello stesso anno dirige a livello nazionale la finale di Coppa Italia tra Juventus-Fiorentina: al termine della gara viene molto contestato da entrambe le parti contendenti.
È invece datata 1964 l'aggiudicazione del prestigioso Premio Giovanni Mauro, destinato all'arbitro meglio distintosi in campionato.
Durante le 140 gare dirette in serie A tra il 1950 e il 1966, è protagonista di importanti incontri quali 2 derby di Roma, 1 derby della Mole e la "classica" del campionato Roma-Juventus.
Poco dopo l'inizio della stagione 1966-1967 decide di dimettersi dai ruoli nazionali, in polemica con la sospensione di tre mesi comminatagli dalla Commissione di Disciplina AIA, che ritenne contrarie al regolamento associativo le partite a carte che, assiduamente, si giocavano all'interno dei locali sezionali.
Lo si ricorda anche per lo stile estetico particolarmente ricercato con cui curava divise da gioco e accessori.